# Walter Flinsch
Walter Flinsch (* 7. Februar 1903 in New York City; † 3. Februar 1943 in Schwasdorf) war ein deutscher Ruderer, der 1932 eine olympische Silbermedaille im Vierer ohne Steuermann gewann.

## Sportliche Leistungen
Walter Flinsch ruderte für den Frankfurter Ruderverein von 1865 (frv1865), dem ältesten deutschen Ruderverein für Binnengewässer. Im Alter von 20 Jahren gewann er 1923 seinen ersten Deutschen Meistertitel im Einer, 1924 verteidigte er seinen Titel und gewann auch im Doppelzweier. Von 1926 bis 1928 dominierte er im Einer und gewann dreimal in Folge. Bei den Olympischen Spielen 1928 schied er allerdings im Hoffnungslauf aus. 1929 unterlag Flinsch bei der Deutschen Meisterschaft gegen den Berliner Gerhard Boetzelen und gewann Silber.
Danach wechselte Flinsch zum Mannheimer Ruderverein Amicitia von 1876 und zum Riemenrudern. 1930 gewann er seine ersten Meistertitel im Mannheimer Vierer mit Steuermann und im Achter. 1931 erruderte Flinsch zwei weitere Meistertitel: im Vierer ohne Steuermann und erneut im Achter. Bei den Olympischen Spielen 1932 in Los Angeles schied der Achter im Hoffnungslauf aus. Der Vierer ohne Steuermann mit Flinsch, Karl Aletter, Ernst Gaber und Hans Maier gewann hingegen den Hoffnungslauf und belegte im Finale den zweiten Platz hinter dem britischen Boot um Jack Beresford.

## Beruf und Kriegsdienst
Walter war ein Spross des Frankfurter Zweigs der Papierindustriellenfamilie Flinsch. In New York geboren, war er vor dem Krieg Pilot der Lufthansa und schloss sich später der Luftwaffe an. Hier war er ein versierter Pilot und flog u. a. die FW-200 Condor auf Missionen über den Atlantik. Aufgrund großer Verluste seines Geschwaders erhielt Walter Flinsch die Position als Produktions-Testpilot bei den Heinkel-Flugzeuge Unternehmen für die Durchführung von Flugversuchen auf der Mammut HE-177. Am 3. Februar 1943, während eines Testflugs mit der Heinkel He 177, wurde er getötet. Er verlor die Kontrolle über seine He 177 auf einer Höhe von etwa 13.000 Fuß. Flinsch konnte das Flugzeug noch verlassen, hatte aber nie eine Chance, seinen Fallschirm zu öffnen, bevor er auf den Boden auftraf.

## Ehefrau und Familie
Walter war verheiratet mit Margaret Matthews (1907–2011) aus West Harrison, New York. Sie starb am 16. April 2011. Mrs. Flinsch wurde 1907 in Glendale (Ohio), als das fünfte Kind von Paul Matthews, dem späteren Bischof von New Jersey und Elsie Procter geboren. Ihr Vater wurde als Sohn von Thomas Stanley Matthews (1824–1889), US-Senator aus Ohio und Richter am Obersten Gerichtshof der Vereinigten Staaten geboren. Ihre Mutter Elsie Procter war die Enkelin des Gründers der Firma Procter & Gamble. Die Familien beider Elternteile waren stark in die missionarische Arbeit der Episcopal Church involviert. Der Bruder von Margaret war von 1942 bis 1949 Chefredakteur des Time Magazine. Sie selbst war Gründungsmitglied der Nursery School in Princeton (New Jersey), mit Vorschul-Programmen und später Gründungsmitglied der Blue Rock School, jetzt in West Nyack (New York) bis zu ihrem Tod im Alter von 103. Ihr Leben galt der Förderung von Bildung. Beide Schulen existieren weiterhin bis zum heutigen Tag.
Der früh verunglückte Walter und Margaret Matthews-Flinsch hatten zwei Töchter, Angela Laignel-Lavastine und Josephine Thatcher, sieben Enkel und zwölf Urenkel.